# ハロルドが笑う その日まで
『ハロルドが笑う その日まで』（はろるどがわらう そのひまで、原題：Her er Harold）は2014年のノルウェー・スウェーデンのコメディドラマ映画。ノルウェーの作家であるフローデ・グリッテンの原案をもとにグンナル・ヴィケネ監督が映画化した。

## ストーリー
長年高品質にこだわった家具店を妻のマルニィと営んできたハロルドだったが、隣にスウェーデン発の世界最大の家具量販店「IKEA」ができたことでハロルドの店は閉店に追い込まれてしまう。
認知症を患っていたマルニィは心労が原因となったのか病状が悪化し急逝してしまい、最愛の妻を失くし絶望したハロルドは、店に火を放ち自らも焼身自殺をはかろうとするが、未遂に終わってしまう。
怒りを募らせたハロルドは、IKEAの創業者であるイングヴァル・カンプラードを誘拐することを決意する。
ハロルドと、彼とは対照的に成功しているカンプラード、そして旅の途中で出会った少女エバの三人の珍道中が始まる。

## キャスト
- ハロルド - ピヨルン・スンクェスト（ノルウェー語版）：ノルウェーのオサネで家具店を営んでいた店主。
- カンプラード -ピヨルン・グラナート（ノルウェー語版） ：IKEAの創業者。実際のIKEAの創業者と同じ実名で登場する。
- エバ - ファンニ・ケッテル：ハロルドが道中で出会った少女。酒に溺れて過ごす元オリンピック選手の母を持つ。
- マルニィ - グレテ・セリウス：ハロルドの妻。認知症を患っており最期にはハロルドのことも忘れてしまう。
- ヤン - ヴィダル・マグヌッセン（ノルウェー語版）：ハロルドの息子だが現在は疎遠。タブロイド紙の記者をしていたが職を失い、普段から泥酔している。

## 評価
ノルウェーでのアカデミー賞にあたるアマンダ賞で最優秀映画撮影賞を受賞し、ハロルド役のピヨルン・スンクェストも同賞の最優秀男優賞に輝いた。